# Wetonka
Wetonka es un pueblo ubicado en el condado de McPherson en el estado estadounidense de Dakota del Sur. En el Censo de 2010 tenía una población de 8 habitantes y una densidad poblacional de 12,56 personas por km².

## Geografía
Wetonka se encuentra ubicado en las coordenadas 45°37′27″N 98°46′18″O / 45.62417, -98.77167. Según la Oficina del Censo de los Estados Unidos, Wetonka tiene una superficie total de 0.64 km², de la cual 0.64 km² corresponden a tierra firme y (0%) 0 km² es agua.

## Demografía
Según el censo de 2010, había 8 personas residiendo en Wetonka. La densidad de población era de 12,56 hab./km². De los 8 habitantes, Wetonka estaba compuesto por el 100% blancos, el 0% eran afroamericanos, el 0% eran amerindios, el 0% eran asiáticos, el 0% eran isleños del Pacífico, el 0% eran de otras razas y el 0% pertenecían a dos o más razas. Del total de la población el 0% eran hispanos o latinos de cualquier raza.